# Rubus microphyllus
Rubus microphyllus är en rosväxtart som beskrevs av Carl von Linné d.y.. Rubus microphyllus ingår i släktet rubusar, och familjen rosväxter. Inga underarter finns listade i Catalogue of Life.

## Bildgalleri

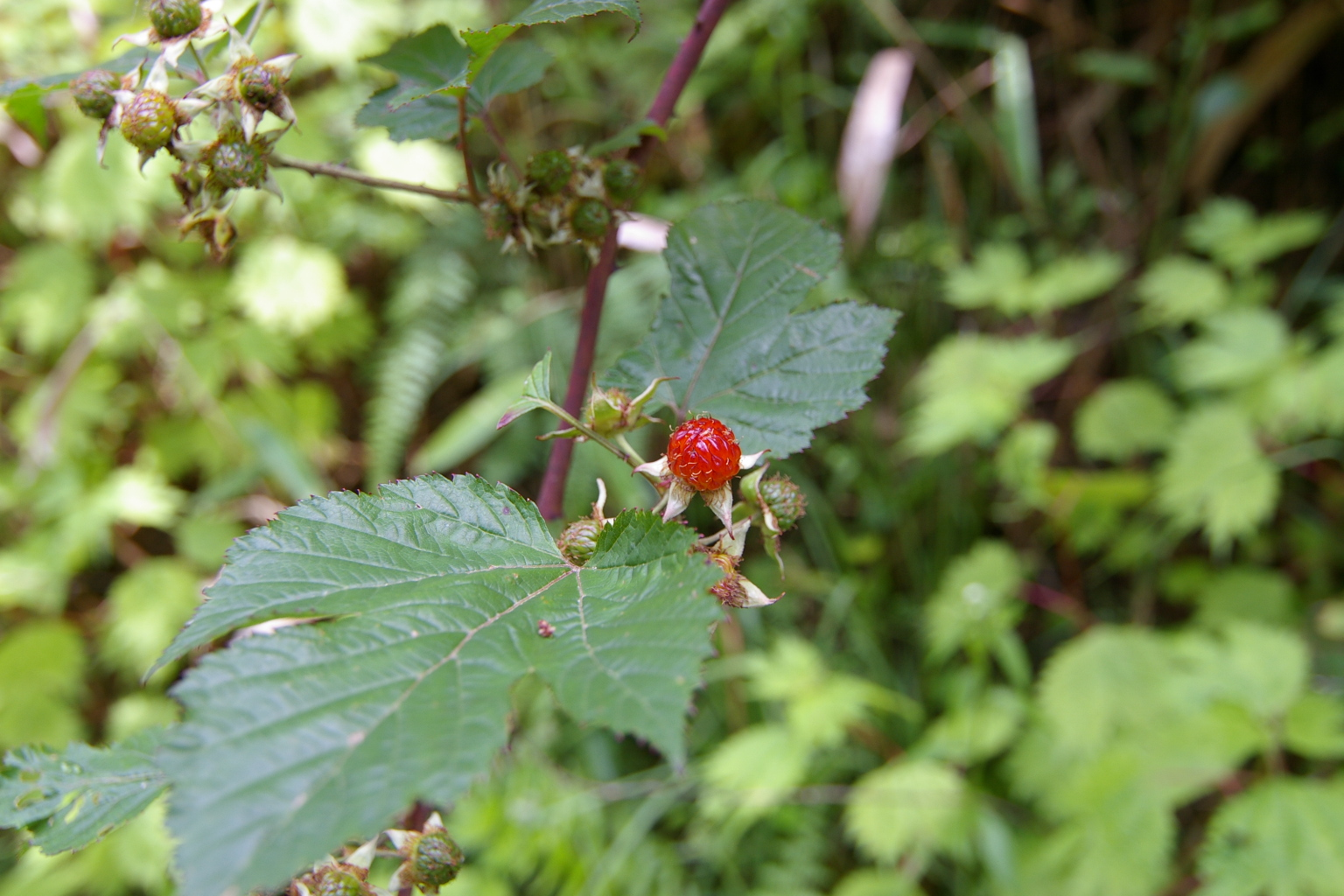
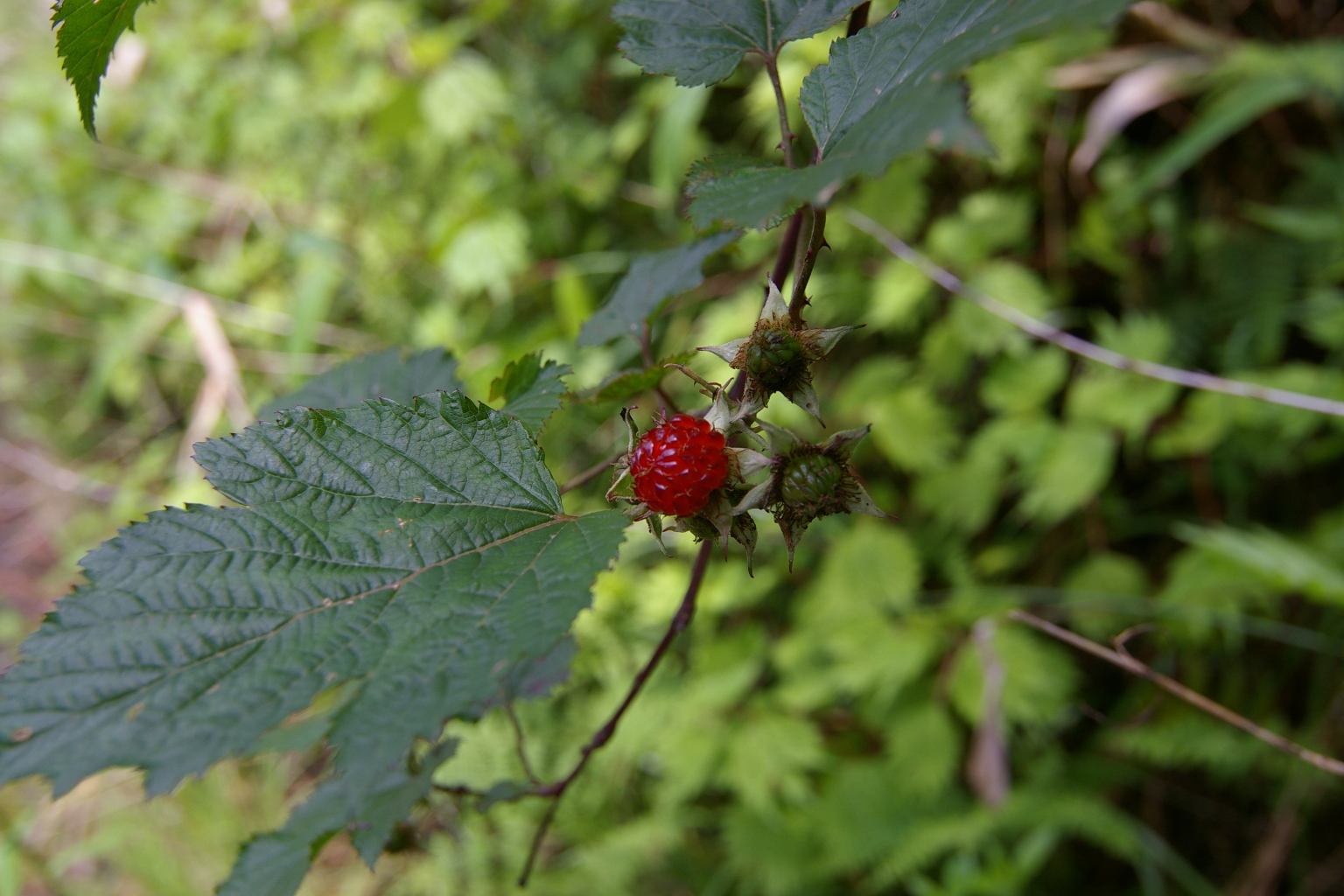
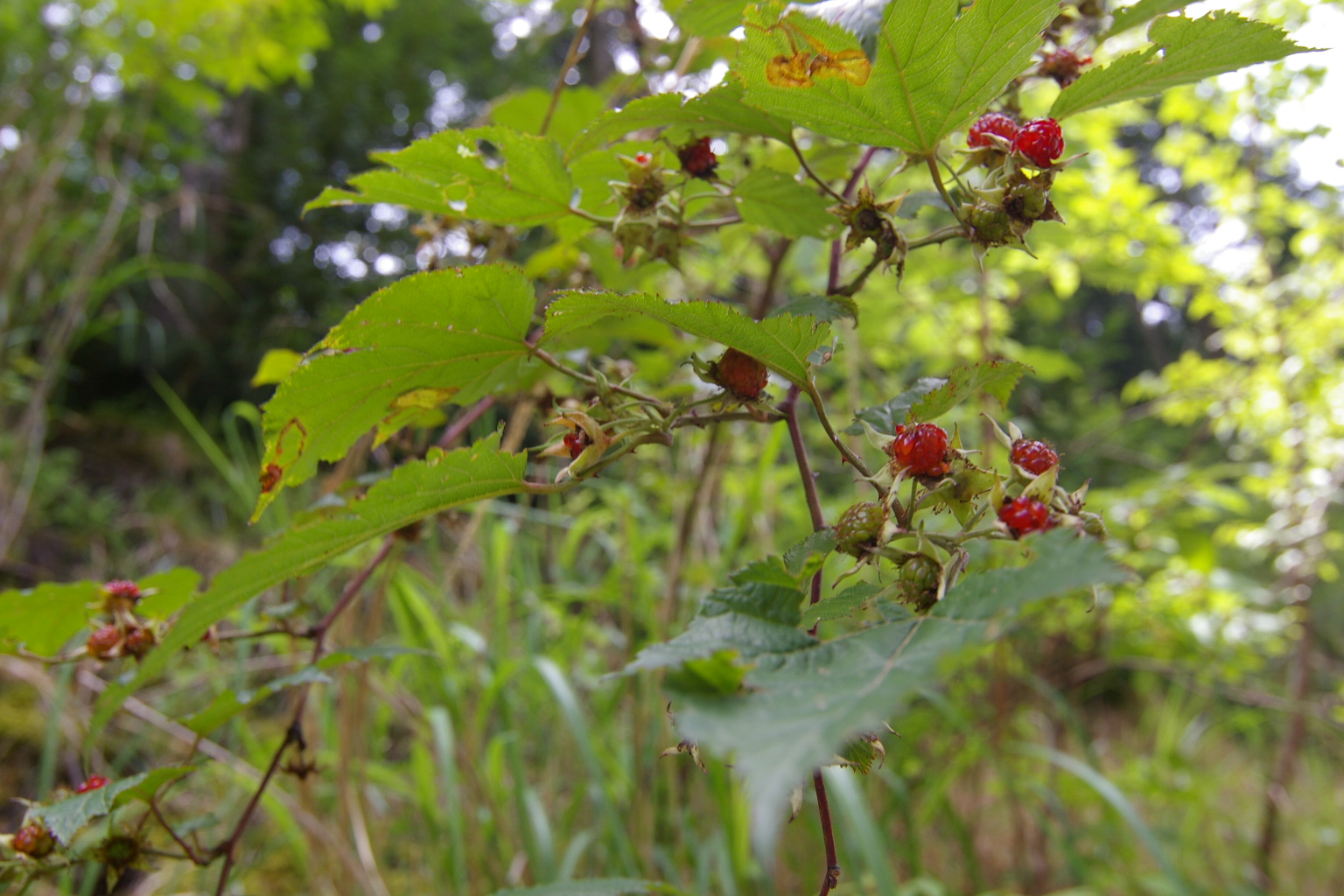
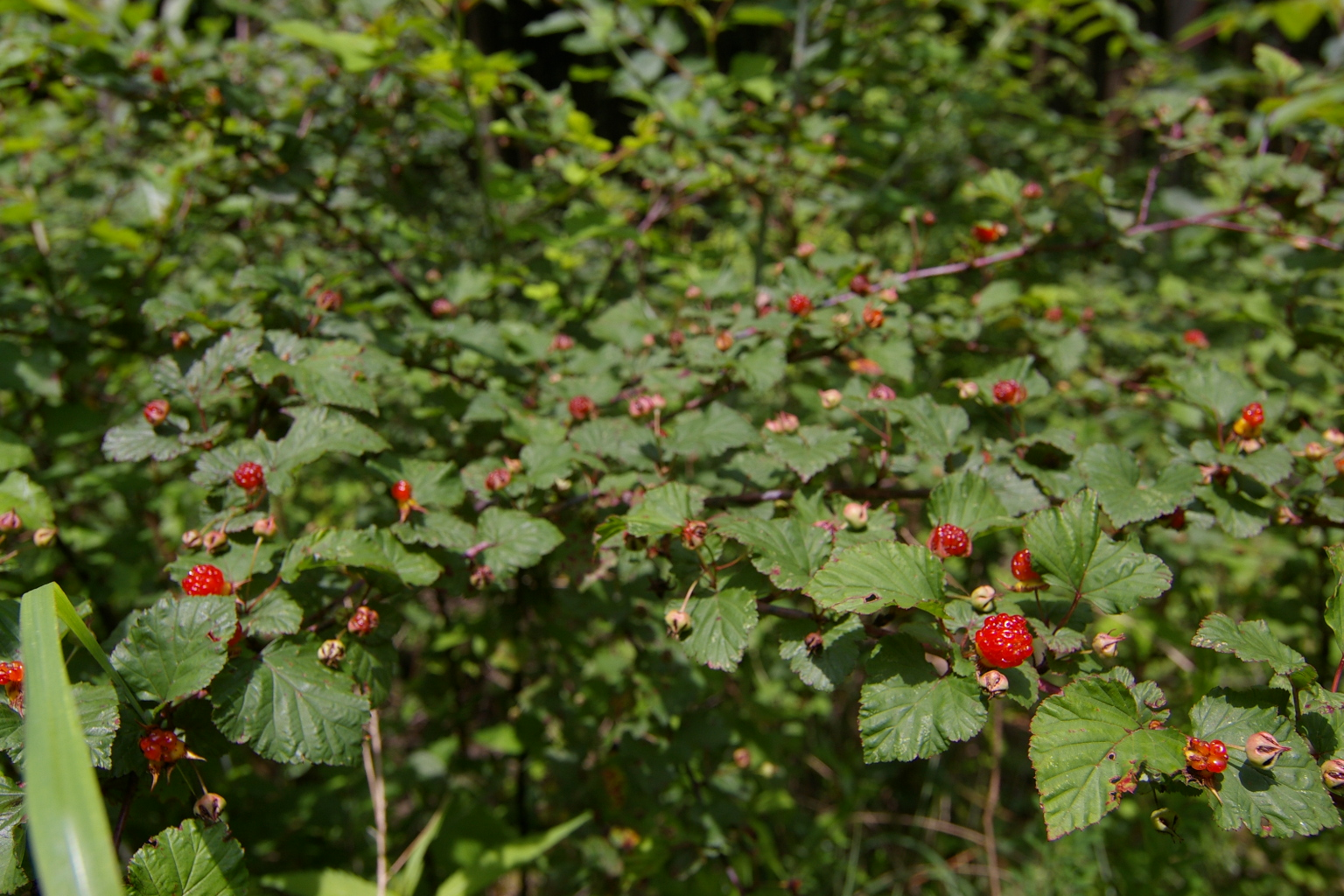
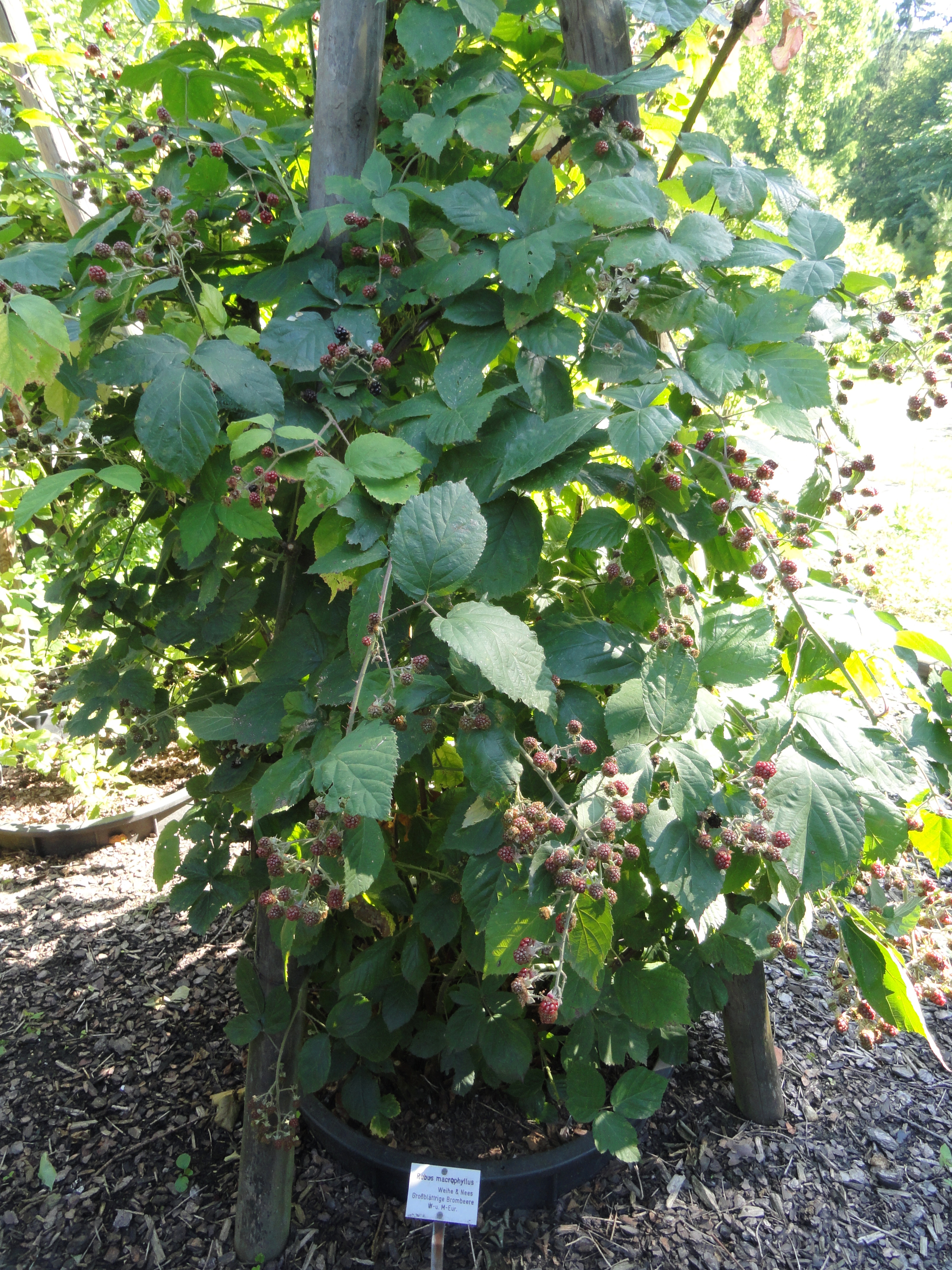
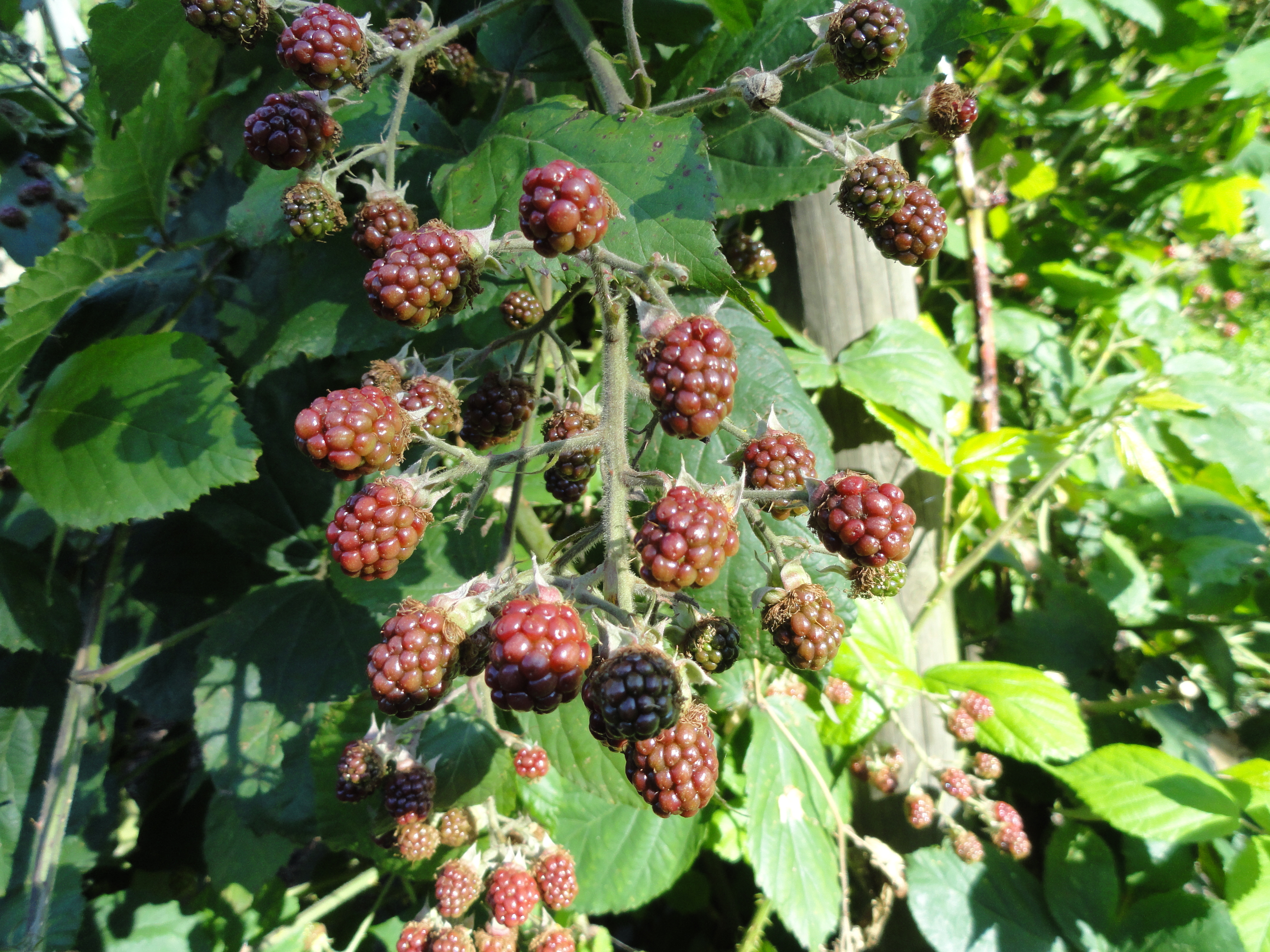